# Middelsee
Middelsee is een nieuwbouwwijk in het zuiden van de stad Leeuwarden. De naam van de wijk werd in 2018 vastgesteld. De naam is ontleend aan de Friese naam van de vroegere Middelzee; een zeearm die in de middeleeuwen langs Leeuwarden liep.
Middelsee bestaat uit vijf buurten: Havenstêd, Barrahûs, Wetterstêd, De Fellingen en Boksumerhoeke.
Aan de oostzijde staat een boerderij uit 1908 waarin het Fries Landbouwmuseum is gevestigd.

## Nieuwbouwplannen
Het plan voor de wijk voorziet in de realisatie van 2.800 nieuwe woningen. De wijk ligt tussen het spoor, het Van Harinxmakanaal en de Overijsselselaan, en krijgt in eerste instantie twee buurten met elk een eigen uitstraling. Havenstêd wordt een buurt rondom een nieuw aan te leggen haven aan het Van Harinxmakanaal met naast woningen ruimte voor horeca en kleinschalige bedrijvigheid; in Wetterstêd wordt met grachten en huizenblokken een stadse uitstraling nagestreefd, en is er ruimte voor woonschepen en watergerelateerd wonen. Een motie van de PvdA om naast koop- en vrijemarkthuurwoningen ook sociale woningbouw in de nieuwbouwwijk te realiseren heeft het niet gehaald.
Vanaf eind 2020 worden de eerste woningen gebouwd.